# 亞歷山大溪 (阿拉斯加州)
亞歷山大溪（英語：Alexander Creek）是位於美國阿拉斯加州馬塔努斯卡-蘇西特納自治市鎮的一個非建制地區。該地的面積和人口皆未知。

## 地理
亞歷山大溪的座標為61°25′18″N 150°36′00″W / 61.42167°N 150.60000°W，而該地的平均海拔高度為10米（即33英尺）。